# Didier Six
Didier Six (* 21. srpen 1954, Lille) je bývalý francouzský fotbalista. Nastupoval především na postu útočníka.
S francouzskou reprezentací vyhrál mistrovství Evropy 1984, na šampionátu nastoupil ke třem zápasům. Hrál rovněž na mistrovství světa v Argentině roku 1978 a ve Španělsku 1982. V národním týmu působil v letech 1976–1984 a odehrál 52 utkání, v nichž vstřelil 13 branek.
S Galatasaray Istanbul se stal mistrem Turecka (1987/88).